# Forest City (Caroline du Nord)
Pour les articles homonymes, voir Forest City.
Forest City, anciennement Burnt Chimney, est une ville du comté de Rutherford dans l'État de Caroline du Nord aux États-Unis. Lors du recensement de 2010, sa population était de 7 476 habitants, ce qui en fait la plus peuplée du comté.

## Histoire
Fondé en 1877, la ville fut dans un premier temps dénommée Burnt Chimney. C'est en 1887, que la ville est rebaptisée en Forest City en l'honneur de Forest Davis.
En 1999, la localité de Alexander Mills est fusionnée avec Forest City.

## Géographie
Selon le bureau du recensement des États-Unis, la ville a une superficie totale de 21,6 km2, dont 21,5 km2 de terre et 0,1 km2 d'eau.

## Démographie
| 1880 | 1890 | 1900  | 1910  | 1920  | 1930  |
| ---- | ---- | ----- | ----- | ----- | ----- |
| 110  | 419  | 1 090 | 1 592 | 2 312 | 4 069 |

| 1940  | 1950  | 1960  | 1970  | 1980  | 1990  |
| ----- | ----- | ----- | ----- | ----- | ----- |
| 5 035 | 4 971 | 6 556 | 7 179 | 7 688 | 7 475 |

| 2000  | 2010  | - | - | - | - |
| ----- | ----- | - | - | - | - |
| 7 549 | 7 476 | - | - | - | - |